# Dan Amaria (Mayahi)
Dan Amaria (auch: Dan Amarya) ist ein Dorf in der Stadtgemeinde Mayahi in Niger.

## Geographie
Der Ortsname kommt aus der Sprache Hausa und bedeutet „Sohn der Braut“.
Das Dorf befindet sich rund 16 Kilometer nördlich des Stadtzentrums von Mayahi, der Hauptstadt des gleichnamigen Departements Mayahi in der Region Maradi. Es liegt auf einer Höhe von 398 m und wird zur Sahelzone gerechnet. Zu den weiteren Siedlungen in der Umgebung von Dan Amaria zählen die Gemeindehauptorte Tchaké im Nordwesten und El Allassane Maïreyrey im Nordosten sowie das Dorf Gamouza und der Gemeindehauptort Attantané im Südwesten.

## Bevölkerung
Bei der Volkszählung 2012 hatte Dan Amaria 1053 Einwohner, die in 114 Haushalten lebten. Bei der Volkszählung 2001 betrug die Einwohnerzahl 696 in 86 Haushalten und bei der Volkszählung 1988 belief sich die Einwohnerzahl auf 1322 in 187 Haushalten.

## Wirtschaft und Infrastruktur
Es gibt eine Schule im Dorf.

## Persönlichkeiten
In Dan Amaria wurde 1924 der Politiker Boukary Sabo geboren.